# Will Munson
Will Munson is een personage uit de Amerikaanse soap As the World Turns. Hij wordt sinds 1 september 2004 gespeeld door Jesse Lee Soffer. In 2006 en 2007 werd Jesse Lee Soffer genomineerd voor een Daytime Emmy Award voor "Outstanding Younger Actor" voor zijn werk als Will Munson.